# Bandō Tamasaburō V
Bandō Tamasaburō V (五代目 坂東 玉三郎?), pseudonimo di Shin'ichi Morita (Tokyo, 25 aprile 1950), è un attore e regista giapponese, ed è considerato uno dei più grandi attori di teatro kabuki contemporaneo.

## Carriera
Come tutti gli attori kabuki, Tamasaburō ha dedicato la sua vita al teatro fin dalla tenera età. Fece la sua prima apparizione sul palco all'età di sette anni, sotto il nome di Bandō Kinoji. Nel giugno 1964, in una shūmei (una cerimonia di battesimo tenuta nei teatri kabuki) prese il nome Bandō Tamasaburō V.
Nel 1975, alla morte del padre adottivo Morita Kan'ya XIV, Tamasaburō aveva già recitato in innumerevoli opere teatrali. Da allora, ha continuato ad esibirsi in numerosi spettacoli in patria, al Kabuki-za di Tokyo, e all'estero, al Metropolitan Opera House di New York, al Kennedy Center di Washington. Si esibì per la prima volta a Parigi nel 1976.
Nel 1993 ha diretto il film Yume no onna, che è stato presentato al Festival Internazionale del cinema di Berlino.
Nel luglio 2012 ha ricevuto il prestigioso titolo di Tesoro nazionale vivente. Nel 2014 gli è stata conferita la Medaglia d'onore con nastro viola.

## Filmografia parziale

### Attore
- Nastasja, regia di Andrzej Wajda (1994)

### Regista
- Gekashitsu (1992)
- Yume no onna (1993)
- Tenshu monogatari (1995)